# Primera División 1970-1971 (Spagna)
La Primera División 1970-1971 è stata la 40ª edizione della massima serie del campionato spagnolo di calcio, disputato tra il 12 settembre 1970 e il 18 aprile 1971 e concluso con la vittoria del Valencia, al suo quarto titolo.
Capocannonieri del torneo sono stati José Eulogio Gárate (Atlético Madrid) e Carles Rexach (Barcellona) con 17 reti ciascuno.

## Stagione
Dopo tre lustri di egemonia al vertice di club con sede nelle due principali città di Spagna (Madrid e Barcellona), nella stagione 1970-1971 (ultima edizione della Primera División a proporre sedici squadre partecipanti ai nastri di partenza) il titolo nazionale fu vinto dal Valencia, ritornato alla vittoria dopo ventiquattro anni.
Il torneo vide inizialmente i campioni in carica dell'Atlético Madrid e il Siviglia contendersi la vetta. Al Siviglia si sostituì subito il Barcellona, che si alternò con i colchoneros alla guida della classifica concludendo il girone di andata al primo posto. Subito dopo il giro di boa si fece avanti nella lotta al vertice il Valencia: gli Xotos completarono la loro rimonta alla diciannovesima giornata, quando presero il comando solitario della classifica dando battaglia al Barcellona e all'Atlético Madrid. Avversari più validi si dimostreranno i blaugrana, che raggiunsero la capolista in due occasioni, tra cui nell'ultima giornata. L'aggancio si rivelò tuttavia inutile in quanto il Valencia fu premiato con il titolo in ragione del maggior numero di punti ottenuti negli scontri diretti (1-1 e 2-0).
Il campionato fu inoltre caratterizzato da una innovazione, ovvero l'introduzione della zona UEFA, settore della classifica a ridosso del primo posto in cui le squadre ivi classificatesi avrebbero ottenuto la qualificazione in Coppa UEFA, la nuova competizione istituita dalla UEFA in sostituzione della Coppa delle Fiere. In virtù dei successi in campo internazionale, la Primera División fu classificata come torneo di prima fascia ottenendo il massimo del numero di posizioni (4), occupate dall'Atlético Madrid, dal Real Madrid, dall'Athletic Bilbao e dal Celta Vigo (beneficiario del posto lasciato libero dal Barcellona, qualificato in Coppa delle Coppe come vincitore della Coppa del Generalissimo. A fondo classifica, il numero delle squadre retrocesse fu ridotto a due a causa dell'allargamento del campionato a 18 squadre: i verdetti si erano già decisi con un turno di anticipo, con l'Elche ad accompagnare nella discesa in Segunda División un Real Saragozza da tempo condannato.

## Squadre partecipanti
| Club            | Stagione | Città                      | Stadio                       | Stagione precedente                    |
| --------------- | -------- | -------------------------- | ---------------------------- | -------------------------------------- |
| Athletic Bilbao | dettagli | Bilbao                     | Stadio San Mamés             | 2º posto in Primera División           |
| Atlético Madrid | dettagli | Madrid                     | Stadio Manzanarre            | 1º posto in Primera División           |
| Barcellona      | dettagli | Barcellona                 | Nou Camp                     | 4º posto in Primera División           |
| Celta Vigo      | dettagli | Vigo                       | Stadio Balaídos              | 10º posto in Primera División          |
| Elche           | dettagli | Elche                      | Altabix                      | 11º posto in Primera División          |
| Español         | dettagli | Barcellona                 | Stadio di Sarriá             | 3º posto in Segunda División, promosso |
| Granada         | dettagli | Granada                    | Stadio Los Cármenes          | 12º posto in Primera División          |
| Las Palmas      | dettagli | Las Palmas de Gran Canaria | Stadio Insular               | 9º posto in Primera División           |
| Malaga          | dettagli | Malaga                     | Stadio La Rosaleda           | 2º posto in Segunda División, promosso |
| Sporting Gijón  | dettagli | Gijón                      | Stadio El Molinón            | 1º posto in Segunda División, promosso |
| Real Madrid     | dettagli | Madrid                     | Stadio Santiago Bernabéu     | 5º posto in Primera División           |
| Real Sociedad   | dettagli | San Sebastián              | Stadio di Atocha             | 7º posto in Primera División           |
| Real Saragozza  | dettagli | Saragozza                  | La Romareda                  | 8º posto in Primera División           |
| Sabadell        | dettagli | Sabadell                   | Nova Creu Alta               | 13º posto in Primera División          |
| Siviglia        | dettagli | Siviglia                   | Stadio Ramón Sánchez Pizjuán | 3º posto in Primera División           |
| Valencia        | dettagli | Valencia                   | Stadio Luis Casanova         | 6º posto in Primera División           |

## Allenatori e primatisti
| Squadra         | Allenatore                                                                           | Calciatore più presente | Cannoniere |
| --------------- | ------------------------------------------------------------------------------------ | ----------------------- | ---------- |
| Athletic Bilbao | Ronnie Allen                                                                         |                         |            |
| Atlético Madrid | Marcel Domingo                                                                       |                         |            |
| Barcellona      | Vic Buckingham                                                                       |                         |            |
| Celta Vigo      | Juan Arza                                                                            |                         |            |
| Elche           | Salvador Artigas (1ª-9ª) Otto Bumbel (10ª-23ª) José Díez (24ª-29ª) José Llopis (30ª) |                         |            |
| Español         | Ferdinand Daučík                                                                     |                         |            |
| Granada         | José Iglesias                                                                        |                         |            |
| Las Palmas      | Rosendo Hernández (1ª-7ª) José Héctor Rial (8ª-30ª)                                  |                         |            |
| Malaga          | José María Martín                                                                    |                         |            |
| Real Madrid     | Miguel Muñoz                                                                         |                         |            |
| Real Saragozza  | Jenő Kalmár (1ª-7ª) Domènec Balmanya (8ª-18ª) José Luis García Traid (18ª-30ª)       |                         |            |
| Real Sociedad   | Ángel Segurola                                                                       |                         |            |
| Sporting Gijón  | Luis Cid Pérez                                                                       |                         |            |
| Sabadell        | Bernardino Pérez                                                                     |                         |            |
| Siviglia        | Max Merkel                                                                           |                         |            |
| Valencia        | Alfredo Di Stéfano                                                                   |                         |            |

## Classifica finale
|       | Pos. | Squadra         | Pt | G  | V  | N  | P  | GF | GS | DR  |
| ----- | ---- | --------------- | -- | -- | -- | -- | -- | -- | -- | --- |
|       | 1.   | Valencia        | 43 | 30 | 18 | 7  | 5  | 41 | 19 | +22 |
| [ 3 ] | 2.   | Barcellona      | 43 | 30 | 19 | 5  | 6  | 50 | 22 | +28 |
|       | 3.   | Atlético Madrid | 42 | 30 | 17 | 8  | 5  | 51 | 20 | +31 |
|       | 4.   | Real Madrid     | 41 | 30 | 17 | 7  | 6  | 46 | 24 | +22 |
|       | 5.   | Athletic Bilbao | 35 | 30 | 14 | 7  | 9  | 40 | 31 | +9  |
|       | 6.   | Celta Vigo      | 35 | 30 | 15 | 5  | 10 | 37 | 32 | +5  |
|       | 7.   | Siviglia        | 32 | 30 | 13 | 6  | 11 | 34 | 42 | -8  |
|       | 8.   | Real Sociedad   | 29 | 30 | 10 | 9  | 11 | 23 | 27 | -4  |
|       | 9.   | Malaga          | 28 | 30 | 8  | 12 | 10 | 27 | 32 | -5  |
|       | 10.  | Granada         | 28 | 30 | 10 | 8  | 12 | 33 | 34 | -1  |
|       | 11.  | Español         | 25 | 30 | 8  | 9  | 13 | 18 | 25 | -7  |
|       | 12.  | Sporting Gijón  | 25 | 30 | 10 | 5  | 15 | 35 | 44 | -9  |
|       | 13.  | Sabadell        | 21 | 30 | 8  | 5  | 17 | 28 | 49 | -21 |
|       | 14.  | Las Palmas      | 20 | 30 | 5  | 10 | 15 | 33 | 42 | -9  |
|       | 15.  | Elche           | 18 | 30 | 4  | 10 | 16 | 25 | 46 | -21 |
|       | 16.  | Real Saragozza  | 15 | 30 | 3  | 9  | 18 | 22 | 54 | -32 |

Legenda:
      Campione di Spagna e qualificata in Coppa dei Campioni 1971-1972
      Qualificata in Coppa delle Coppe 1971-1972
      Qualificate in Coppa UEFA 1971-1972
      Retrocesse in Segunda División 1971-1972
Regolamento:
Due punti a vittoria, uno a pareggio, zero a sconfitta.
In caso di arrivo di due o più squadre a pari punti, la graduatoria verrà stilata secondo la classifica avulsa tra le squadre interessate che prevede, in ordine, i seguenti criteri:
- Punti negli scontri diretti.
- Differenza reti negli scontri diretti.
- Differenza reti generale.
- Reti realizzate in generale.

## Risultati

### Calendario
| andata (1ª) | andata (1ª) | 1ª giornata                | ritorno (16ª) | ritorno (16ª) |
|             |             |                            |               |               |
| 12 set.     | 1-1         | Athletic Bilbao-Barcellona | 1-0           | 3 gen.        |
| 12 set.     | 2-0         | Real Madrid-Valencia       | 0-1           | 3 gen.        |
| 12 set.     | 1-1         | Elche-Granada              | 1-3           | 3 gen.        |
| 12 set.     | 0-0         | Sabadell-Real Sociedad     | 0-2           | 3 gen.        |
| 12 set.     | 0-0         | Las Palmas-Atlético Madrid | 1-2           | 3 gen.        |
| 12 set.     | 1-1         | Celta Vigo-Sporting Gijón  | 0-4           | 3 gen.        |
| 12 set.     | 0-1         | Español-Siviglia           | 0-2           | 3 gen.        |
| 12 set.     | 0-0         | Real Saragozza-Malaga      | 0-1           | 3 gen.        |

| andata (2ª) | andata (2ª) | 2ª giornata                     | ritorno (17ª) | ritorno (17ª) |
|             |             |                                 |               |               |
| 20 set.     | 5-1         | Valencia-Las Palmas             | 0-0           | 10 gen.       |
| 20 set.     | 5-2         | Barcellona-Real Saragozza       | 2-1           | 10 gen.       |
| 20 set.     | 0-0         | Granada-Español                 | 0-1           | 10 gen.       |
| 20 set.     | 2-0         | Real Sociedad-Elche             | 2-1           | 10 gen.       |
| 20 set.     | 2-0         | Atlético Madrid-Athletic Bilbao | 0-1           | 10 gen.       |
| 20 set.     | 3-2         | Sporting Gijón-Sabadell         | 1-2           | 10 gen.       |
| 20 set.     | 2-1         | Malaga-Celta Vigo               | 0-0           | 10 gen.       |
| 20 set.     | 3-1         | Siviglia-Real Madrid            | 0-4           | 10 gen.       |

| andata (1ª) | andata (1ª) | 1ª giornata                | ritorno (16ª) | ritorno (16ª) |
|             |             |                            |               |               |
| 12 set.     | 1-1         | Athletic Bilbao-Barcellona | 1-0           | 3 gen.        |
| 12 set.     | 2-0         | Real Madrid-Valencia       | 0-1           | 3 gen.        |
| 12 set.     | 1-1         | Elche-Granada              | 1-3           | 3 gen.        |
| 12 set.     | 0-0         | Sabadell-Real Sociedad     | 0-2           | 3 gen.        |
| 12 set.     | 0-0         | Las Palmas-Atlético Madrid | 1-2           | 3 gen.        |
| 12 set.     | 1-1         | Celta Vigo-Sporting Gijón  | 0-4           | 3 gen.        |
| 12 set.     | 0-1         | Español-Siviglia           | 0-2           | 3 gen.        |
| 12 set.     | 0-0         | Real Saragozza-Malaga      | 0-1           | 3 gen.        |

| andata (2ª) | andata (2ª) | 2ª giornata                     | ritorno (17ª) | ritorno (17ª) |
|             |             |                                 |               |               |
| 20 set.     | 5-1         | Valencia-Las Palmas             | 0-0           | 10 gen.       |
| 20 set.     | 5-2         | Barcellona-Real Saragozza       | 2-1           | 10 gen.       |
| 20 set.     | 0-0         | Granada-Español                 | 0-1           | 10 gen.       |
| 20 set.     | 2-0         | Real Sociedad-Elche             | 2-1           | 10 gen.       |
| 20 set.     | 2-0         | Atlético Madrid-Athletic Bilbao | 0-1           | 10 gen.       |
| 20 set.     | 3-2         | Sporting Gijón-Sabadell         | 1-2           | 10 gen.       |
| 20 set.     | 2-1         | Malaga-Celta Vigo               | 0-0           | 10 gen.       |
| 20 set.     | 3-1         | Siviglia-Real Madrid            | 0-4           | 10 gen.       |

| andata (3ª) | andata (3ª) | 3ª giornata                    | ritorno (18ª) | ritorno (18ª) |
|             |             |                                |               |               |
| 26 set.     | 5-2         | Sabadell-Malaga                | 0-1           | 17 gen.       |
| 26 set.     | 0-1         | Valencia-Siviglia              | 2-2           | 17 gen.       |
| 26 set.     | 5-0         | Elche-Sporting Gijón           | 1-3           | 17 gen.       |
| 26 set.     | 3-2         | Real Madrid-Granada            | 0-2           | 17 gen.       |
| 26 set.     | 1-1         | Celta Vigo-Barcellona          | 1-2           | 17 gen.       |
| 26 set.     | 0-0         | Real Sociedad-Español          | 1-0           | 17 gen.       |
| 26 set.     | 1-1         | Las Palmas-Athletic Bilbao     | 0-1           | 17 gen.       |
| 26 set.     | 0-1         | Real Saragozza-Atlético Madrid | 0-3           | 17 gen.       |

| andata (4ª) | andata (4ª) | 4ª giornata                    | ritorno (19ª) | ritorno (19ª) |
|             |             |                                |               |               |
| 4 ott.      | 3-0         | Athletic Bilbao-Real Saragozza | 2-1           | 24 gen.       |
| 4 ott.      | 4-1         | Barcellona-Sabadell            | 1-2           | 24 gen.       |
| 4 ott.      | 2-2         | Granada-Valencia               | 1-2           | 24 gen.       |
| 4 ott.      | 1-0         | Malaga-Elche                   | 1-1           | 24 gen.       |
| 4 ott.      | 3-1         | Atlético Madrid-Celta Vigo     | 2-3           | 24 gen.       |
| 4 ott.      | 0-1         | Sporting Gijón-Español         | 0-2           | 24 gen.       |
| 4 ott.      | 0-0         | Las Palmas-Siviglia            | 1-3           | 24 gen.       |
| 4 ott.      | 0-0         | Real Sociedad-Real Madrid      | 0-1           | 24 gen.       |

| andata (3ª) | andata (3ª) | 3ª giornata                    | ritorno (18ª) | ritorno (18ª) |
|             |             |                                |               |               |
| 26 set.     | 5-2         | Sabadell-Malaga                | 0-1           | 17 gen.       |
| 26 set.     | 0-1         | Valencia-Siviglia              | 2-2           | 17 gen.       |
| 26 set.     | 5-0         | Elche-Sporting Gijón           | 1-3           | 17 gen.       |
| 26 set.     | 3-2         | Real Madrid-Granada            | 0-2           | 17 gen.       |
| 26 set.     | 1-1         | Celta Vigo-Barcellona          | 1-2           | 17 gen.       |
| 26 set.     | 0-0         | Real Sociedad-Español          | 1-0           | 17 gen.       |
| 26 set.     | 1-1         | Las Palmas-Athletic Bilbao     | 0-1           | 17 gen.       |
| 26 set.     | 0-1         | Real Saragozza-Atlético Madrid | 0-3           | 17 gen.       |

| andata (4ª) | andata (4ª) | 4ª giornata                    | ritorno (19ª) | ritorno (19ª) |
|             |             |                                |               |               |
| 4 ott.      | 3-0         | Athletic Bilbao-Real Saragozza | 2-1           | 24 gen.       |
| 4 ott.      | 4-1         | Barcellona-Sabadell            | 1-2           | 24 gen.       |
| 4 ott.      | 2-2         | Granada-Valencia               | 1-2           | 24 gen.       |
| 4 ott.      | 1-0         | Malaga-Elche                   | 1-1           | 24 gen.       |
| 4 ott.      | 3-1         | Atlético Madrid-Celta Vigo     | 2-3           | 24 gen.       |
| 4 ott.      | 0-1         | Sporting Gijón-Español         | 0-2           | 24 gen.       |
| 4 ott.      | 0-0         | Las Palmas-Siviglia            | 1-3           | 24 gen.       |
| 4 ott.      | 0-0         | Real Sociedad-Real Madrid      | 0-1           | 24 gen.       |

| andata (5ª) | andata (5ª) | 5ª giornata                | ritorno (20ª) | ritorno (20ª) |
|             |             |                            |               |               |
| 11 ott.     | 2-1         | Celta Vigo-Athletic Bilbao | 0-2           | 31 gen.       |
| 11 ott.     | 1-1         | Español-Malaga             | 0-0           | 31 gen.       |
| 11 ott.     | 0-2         | Sabadell-Atlético Madrid   | 1-4           | 31 gen.       |
| 11 ott.     | 0-1         | Elche-Barcellona           | 0-0           | 31 gen.       |
| 11 ott.     | 1-3         | Real Madrid-Sporting Gijón | 1-0           | 31 gen.       |
| 11 ott.     | 1-0         | Siviglia-Granada           | 0-0           | 31 gen.       |
| 11 ott.     | 0-0         | Valencia-Real Sociedad     | 0-0           | 31 gen.       |
| 11 ott.     | 1-1         | Real Saragozza-Las Palmas  | 0-4           | 31 gen.       |

| andata (6ª) | andata (6ª) | 6ª giornata               | ritorno (21ª) | ritorno (21ª) |
|             |             |                           |               |               |
| 17 ott.     | 1-0         | Athletic Bilbao-Sabadell  | 0-1           | 7 feb.        |
| 17 ott.     | 3-0         | Barcellona-Español        | 1-0           | 7 feb.        |
| 17 ott.     | 1-0         | Granada-Las Palmas        | 0-2           | 7 feb.        |
| 17 ott.     | 1-0         | Real Sociedad-Siviglia    | 0-1           | 7 feb.        |
| 17 ott.     | 3-1         | Atlético Madrid-Elche     | 4-0           | 7 feb.        |
| 17 ott.     | 0-1         | Sporting Gijón-Valencia   | 0-1           | 7 feb.        |
| 17 ott.     | 0-2         | Malaga-Real Madrid        | 2-2           | 7 feb.        |
| 17 ott.     | 0-0         | Real Saragozza-Celta Vigo | 0-2           | 7 feb.        |

| andata (5ª) | andata (5ª) | 5ª giornata                | ritorno (20ª) | ritorno (20ª) |
|             |             |                            |               |               |
| 11 ott.     | 2-1         | Celta Vigo-Athletic Bilbao | 0-2           | 31 gen.       |
| 11 ott.     | 1-1         | Español-Malaga             | 0-0           | 31 gen.       |
| 11 ott.     | 0-2         | Sabadell-Atlético Madrid   | 1-4           | 31 gen.       |
| 11 ott.     | 0-1         | Elche-Barcellona           | 0-0           | 31 gen.       |
| 11 ott.     | 1-3         | Real Madrid-Sporting Gijón | 1-0           | 31 gen.       |
| 11 ott.     | 1-0         | Siviglia-Granada           | 0-0           | 31 gen.       |
| 11 ott.     | 0-0         | Valencia-Real Sociedad     | 0-0           | 31 gen.       |
| 11 ott.     | 1-1         | Real Saragozza-Las Palmas  | 0-4           | 31 gen.       |

| andata (6ª) | andata (6ª) | 6ª giornata               | ritorno (21ª) | ritorno (21ª) |
|             |             |                           |               |               |
| 17 ott.     | 1-0         | Athletic Bilbao-Sabadell  | 0-1           | 7 feb.        |
| 17 ott.     | 3-0         | Barcellona-Español        | 1-0           | 7 feb.        |
| 17 ott.     | 1-0         | Granada-Las Palmas        | 0-2           | 7 feb.        |
| 17 ott.     | 1-0         | Real Sociedad-Siviglia    | 0-1           | 7 feb.        |
| 17 ott.     | 3-1         | Atlético Madrid-Elche     | 4-0           | 7 feb.        |
| 17 ott.     | 0-1         | Sporting Gijón-Valencia   | 0-1           | 7 feb.        |
| 17 ott.     | 0-2         | Malaga-Real Madrid        | 2-2           | 7 feb.        |
| 17 ott.     | 0-0         | Real Saragozza-Celta Vigo | 0-2           | 7 feb.        |

| andata (7ª) | andata (7ª) | 7ª giornata             | ritorno (22ª) | ritorno (22ª) |
|             |             |                         |               |               |
| 25 ott.     | 1-1         | Elche-Athletic Bilbao   | 0-2           | 14 feb.       |
| 25 ott.     | 2-0         | Granada-Real Sociedad   | 1-1           | 14 feb.       |
| 25 ott.     | 0-1         | Real Madrid-Barcellona  | 1-0           | 14 feb.       |
| 25 ott.     | 1-1         | Español-Atlético Madrid | 0-3           | 14 feb.       |
| 25 ott.     | 1-1         | Siviglia-Sporting Gijón | 0-4           | 14 feb.       |
| 25 ott.     | 1-2         | Las Palmas-Celta Vigo   | 0-1           | 14 feb.       |
| 25 ott.     | 2-1         | Sabadell-Real Saragozza | 1-3           | 14 feb.       |
| 25 ott.     | 1-0         | Valencia-Malaga         | 1-0           | 14 feb.       |

| andata (8ª) | andata (8ª) | 8ª giornata                 | ritorno (23ª) | ritorno (23ª) |
|             |             |                             |               |               |
| 31 ott.     | 0-2         | Barcellona-Valencia         | 1-1           | 28 feb.       |
| 31 ott.     | 2-2         | Atlético Madrid-Real Madrid | 0-1           | 28 feb.       |
| 31 ott.     | 3-2         | Sporting Gijón-Granada      | 0-3           | 28 feb.       |
| 31 ott.     | 1-1         | Malaga-Siviglia             | 0-1           | 28 feb.       |
| 31 ott.     | 2-0         | Athletic Bilbao-Español     | 0-1           | 28 feb.       |
| 31 ott.     | 1-0         | Celta Vigo-Sabadell         | 2-3           | 28 feb.       |
| 31 ott.     | 4-2         | Las Palmas-Real Sociedad    | 0-1           | 28 feb.       |
| 31 ott.     | 1-1         | Real Saragozza-Elche        | 1-2           | 28 feb.       |

| andata (7ª) | andata (7ª) | 7ª giornata             | ritorno (22ª) | ritorno (22ª) |
|             |             |                         |               |               |
| 25 ott.     | 1-1         | Elche-Athletic Bilbao   | 0-2           | 14 feb.       |
| 25 ott.     | 2-0         | Granada-Real Sociedad   | 1-1           | 14 feb.       |
| 25 ott.     | 0-1         | Real Madrid-Barcellona  | 1-0           | 14 feb.       |
| 25 ott.     | 1-1         | Español-Atlético Madrid | 0-3           | 14 feb.       |
| 25 ott.     | 1-1         | Siviglia-Sporting Gijón | 0-4           | 14 feb.       |
| 25 ott.     | 1-2         | Las Palmas-Celta Vigo   | 0-1           | 14 feb.       |
| 25 ott.     | 2-1         | Sabadell-Real Saragozza | 1-3           | 14 feb.       |
| 25 ott.     | 1-0         | Valencia-Malaga         | 1-0           | 14 feb.       |

| andata (8ª) | andata (8ª) | 8ª giornata                 | ritorno (23ª) | ritorno (23ª) |
|             |             |                             |               |               |
| 31 ott.     | 0-2         | Barcellona-Valencia         | 1-1           | 28 feb.       |
| 31 ott.     | 2-2         | Atlético Madrid-Real Madrid | 0-1           | 28 feb.       |
| 31 ott.     | 3-2         | Sporting Gijón-Granada      | 0-3           | 28 feb.       |
| 31 ott.     | 1-1         | Malaga-Siviglia             | 0-1           | 28 feb.       |
| 31 ott.     | 2-0         | Athletic Bilbao-Español     | 0-1           | 28 feb.       |
| 31 ott.     | 1-0         | Celta Vigo-Sabadell         | 2-3           | 28 feb.       |
| 31 ott.     | 4-2         | Las Palmas-Real Sociedad    | 0-1           | 28 feb.       |
| 31 ott.     | 1-1         | Real Saragozza-Elche        | 1-2           | 28 feb.       |

| andata (9ª) | andata (9ª) | 9ª giornata                  | ritorno (24ª) | ritorno (24ª) |
|             |             |                              |               |               |
| 15 nov.     | 0-0         | Sabadell-Las Palmas          | 0-5           | 6 mar.        |
| 15 nov.     | 3-1         | Real Sociedad-Sporting Gijón | 0-2           | 6 mar.        |
| 15 nov.     | 1-2         | Real Madrid-Athletic Bilbao  | 1-0           | 6 mar.        |
| 15 nov.     | 0-0         | Español-Real Saragozza       | 2-2           | 6 mar.        |
| 15 nov.     | 1-1         | Elche-Celta Vigo             | 0-3           | 6 mar.        |
| 15 nov.     | 1-0         | Valencia-Atlético Madrid     | 0-3           | 6 mar.        |
| 15 nov.     | 0-1         | Siviglia-Barcellona          | 2-5           | 6 mar.        |
| 15 nov.     | 1-1         | Granada-Malaga               | 0-1           | 6 mar.        |

| andata (10ª) | andata (10ª) | 10ª giornata               | ritorno (25ª) | ritorno (25ª) |
|              |              |                            |               |               |
| 22 nov.      | 0-0          | Athletic Bilbao-Valencia   | 0-4           | 14 mar.       |
| 22 nov.      | 1-0          | Barcellona-Granada         | 2-0           | 14 mar.       |
| 22 nov.      | 1-2          | Las Palmas-Sporting Gijón  | 0-2           | 14 mar.       |
| 22 nov.      | 1-0          | Sabadell-Elche             | 0-0           | 14 mar.       |
| 22 nov.      | 4-1          | Atlético Madrid-Siviglia   | 1-1           | 14 mar.       |
| 22 nov.      | 1-0          | Celta Vigo-Español         | 1-0           | 14 mar.       |
| 22 nov.      | 0-0          | Malaga-Real Sociedad       | 2-1           | 14 mar.       |
| 22 nov.      | 0-5          | Real Saragozza-Real Madrid | 1-2           | 14 mar.       |

| andata (9ª) | andata (9ª) | 9ª giornata                  | ritorno (24ª) | ritorno (24ª) |
|             |             |                              |               |               |
| 15 nov.     | 0-0         | Sabadell-Las Palmas          | 0-5           | 6 mar.        |
| 15 nov.     | 3-1         | Real Sociedad-Sporting Gijón | 0-2           | 6 mar.        |
| 15 nov.     | 1-2         | Real Madrid-Athletic Bilbao  | 1-0           | 6 mar.        |
| 15 nov.     | 0-0         | Español-Real Saragozza       | 2-2           | 6 mar.        |
| 15 nov.     | 1-1         | Elche-Celta Vigo             | 0-3           | 6 mar.        |
| 15 nov.     | 1-0         | Valencia-Atlético Madrid     | 0-3           | 6 mar.        |
| 15 nov.     | 0-1         | Siviglia-Barcellona          | 2-5           | 6 mar.        |
| 15 nov.     | 1-1         | Granada-Malaga               | 0-1           | 6 mar.        |

| andata (10ª) | andata (10ª) | 10ª giornata               | ritorno (25ª) | ritorno (25ª) |
|              |              |                            |               |               |
| 22 nov.      | 0-0          | Athletic Bilbao-Valencia   | 0-4           | 14 mar.       |
| 22 nov.      | 1-0          | Barcellona-Granada         | 2-0           | 14 mar.       |
| 22 nov.      | 1-2          | Las Palmas-Sporting Gijón  | 0-2           | 14 mar.       |
| 22 nov.      | 1-0          | Sabadell-Elche             | 0-0           | 14 mar.       |
| 22 nov.      | 4-1          | Atlético Madrid-Siviglia   | 1-1           | 14 mar.       |
| 22 nov.      | 1-0          | Celta Vigo-Español         | 1-0           | 14 mar.       |
| 22 nov.      | 0-0          | Malaga-Real Sociedad       | 2-1           | 14 mar.       |
| 22 nov.      | 0-5          | Real Saragozza-Real Madrid | 1-2           | 14 mar.       |

| andata (11ª) | andata (11ª) | 11ª giornata             | ritorno (26ª) | ritorno (26ª) |
|              |              |                          |               |               |
| 29 nov.      | 3-1          | Español-Sabadell         | 0-5           | 21 mar.       |
| 29 nov.      | 3-2          | Siviglia-Athletic Bilbao | 0-1           | 21 mar.       |
| 29 nov.      | 1-0          | Real Sociedad-Barcellona | 0-4           | 21 mar.       |
| 29 nov.      | 0-0          | Granada-Atlético Madrid  | 0-3           | 21 mar.       |
| 29 nov.      | 4-0          | Real Madrid-Celta Vigo   | 0-2           | 21 mar.       |
| 29 nov.      | 2-0          | Valencia-Real Saragozza  | 2-0           | 21 mar.       |
| 29 nov.      | 3-0          | Sporting Gijón-Malaga    | 0-3           | 21 mar.       |
| 29 nov.      | 2-2          | Las Palmas-Elche         | 0-2           | 21 mar.       |

| andata (12ª) | andata (12ª) | 12ª giornata                  | ritorno (27ª) | ritorno (27ª) |
|              |              |                               |               |               |
| 6 dic.       | 3-0          | Athletic Bilbao-Granada       | 2-2           | 28 mar.       |
| 6 dic.       | 2-0          | Barcellona-Sporting Gijón     | 2-0           | 28 mar.       |
| 6 dic.       | 1-1          | Elche-Español                 | 0-2           | 28 mar.       |
| 6 dic.       | 1-1          | Sabadell-Real Madrid          | 1-3           | 28 mar.       |
| 6 dic.       | 1-0          | Celta Vigo-Valencia           | 1-2           | 28 mar.       |
| 6 dic.       | 1-1          | Malaga-Las Palmas             | 2-1           | 28 mar.       |
| 6 dic.       | 4-1          | Real Saragozza-Siviglia       | 2-4           | 28 mar.       |
| 6 dic.       | 1-0          | Atlético Madrid-Real Sociedad | 1-0           | 28 mar.       |

| andata (11ª) | andata (11ª) | 11ª giornata             | ritorno (26ª) | ritorno (26ª) |
|              |              |                          |               |               |
| 29 nov.      | 3-1          | Español-Sabadell         | 0-5           | 21 mar.       |
| 29 nov.      | 3-2          | Siviglia-Athletic Bilbao | 0-1           | 21 mar.       |
| 29 nov.      | 1-0          | Real Sociedad-Barcellona | 0-4           | 21 mar.       |
| 29 nov.      | 0-0          | Granada-Atlético Madrid  | 0-3           | 21 mar.       |
| 29 nov.      | 4-0          | Real Madrid-Celta Vigo   | 0-2           | 21 mar.       |
| 29 nov.      | 2-0          | Valencia-Real Saragozza  | 2-0           | 21 mar.       |
| 29 nov.      | 3-0          | Sporting Gijón-Malaga    | 0-3           | 21 mar.       |
| 29 nov.      | 2-2          | Las Palmas-Elche         | 0-2           | 21 mar.       |

| andata (12ª) | andata (12ª) | 12ª giornata                  | ritorno (27ª) | ritorno (27ª) |
|              |              |                               |               |               |
| 6 dic.       | 3-0          | Athletic Bilbao-Granada       | 2-2           | 28 mar.       |
| 6 dic.       | 2-0          | Barcellona-Sporting Gijón     | 2-0           | 28 mar.       |
| 6 dic.       | 1-1          | Elche-Español                 | 0-2           | 28 mar.       |
| 6 dic.       | 1-1          | Sabadell-Real Madrid          | 1-3           | 28 mar.       |
| 6 dic.       | 1-0          | Celta Vigo-Valencia           | 1-2           | 28 mar.       |
| 6 dic.       | 1-1          | Malaga-Las Palmas             | 2-1           | 28 mar.       |
| 6 dic.       | 4-1          | Real Saragozza-Siviglia       | 2-4           | 28 mar.       |
| 6 dic.       | 1-0          | Atlético Madrid-Real Sociedad | 1-0           | 28 mar.       |

| andata (13ª) | andata (13ª) | 13ª giornata                   | ritorno (28ª) | ritorno (28ª) |
|              |              |                                |               |               |
| 13 dic.      | 2-1          | Español-Las Palmas             | 0-0           | 4 apr.        |
| 13 dic.      | 3-0          | Granada-Real Saragozza         | 0-0           | 4 apr.        |
| 13 dic.      | 2-1          | Real Sociedad-Athletic Bilbao  | 1-1           | 4 apr.        |
| 13 dic.      | 2-1          | Siviglia-Celta Vigo            | 0-2           | 4 apr.        |
| 13 dic.      | 1-1          | Sporting Gijón-Atlético Madrid | 0-2           | 4 apr.        |
| 13 dic.      | 0-1          | Malaga-Barcellona              | 0-1           | 4 apr.        |
| 13 dic.      | 2-1          | Valencia-Sabadell              | 0-2           | 4 apr.        |
| 13 dic.      | 1-1          | Real Madrid-Elche              | 1-0           | 4 apr.        |

| andata (14ª) | andata (14ª) | 14ª giornata                   | ritorno (29ª) | ritorno (29ª) |
|              |              |                                |               |               |
| 20 dic.      | 3-0          | Athletic Bilbao-Sporting Gijón | 1-3           | 10 apr.       |
| 20 dic.      | 2-0          | Celta Vigo-Granada             | 0-1           | 10 apr.       |
| 20 dic.      | 0-1          | Español-Real Madrid            | 0-1           | 10 apr.       |
| 20 dic.      | 2-1          | Sabadell-Siviglia              | 0-1           | 10 apr.       |
| 20 dic.      | 2-1          | Atlético Madrid-Malaga         | 0-0           | 10 apr.       |
| 20 dic.      | 1-3          | Elche-Valencia                 | 0-3           | 10 apr.       |
| 20 dic.      | 3-2          | Las Palmas-Barcellona          | 0-2           | 10 apr.       |
| 20 dic.      | 1-0          | Real Sargozza-Real Sociedad    | 0-2           | 10 apr.       |

| andata (13ª) | andata (13ª) | 13ª giornata                   | ritorno (28ª) | ritorno (28ª) |
|              |              |                                |               |               |
| 13 dic.      | 2-1          | Español-Las Palmas             | 0-0           | 4 apr.        |
| 13 dic.      | 3-0          | Granada-Real Saragozza         | 0-0           | 4 apr.        |
| 13 dic.      | 2-1          | Real Sociedad-Athletic Bilbao  | 1-1           | 4 apr.        |
| 13 dic.      | 2-1          | Siviglia-Celta Vigo            | 0-2           | 4 apr.        |
| 13 dic.      | 1-1          | Sporting Gijón-Atlético Madrid | 0-2           | 4 apr.        |
| 13 dic.      | 0-1          | Malaga-Barcellona              | 0-1           | 4 apr.        |
| 13 dic.      | 2-1          | Valencia-Sabadell              | 0-2           | 4 apr.        |
| 13 dic.      | 1-1          | Real Madrid-Elche              | 1-0           | 4 apr.        |

| andata (14ª) | andata (14ª) | 14ª giornata                   | ritorno (29ª) | ritorno (29ª) |
|              |              |                                |               |               |
| 20 dic.      | 3-0          | Athletic Bilbao-Sporting Gijón | 1-3           | 10 apr.       |
| 20 dic.      | 2-0          | Celta Vigo-Granada             | 0-1           | 10 apr.       |
| 20 dic.      | 0-1          | Español-Real Madrid            | 0-1           | 10 apr.       |
| 20 dic.      | 2-1          | Sabadell-Siviglia              | 0-1           | 10 apr.       |
| 20 dic.      | 2-1          | Atlético Madrid-Malaga         | 0-0           | 10 apr.       |
| 20 dic.      | 1-3          | Elche-Valencia                 | 0-3           | 10 apr.       |
| 20 dic.      | 3-2          | Las Palmas-Barcellona          | 0-2           | 10 apr.       |
| 20 dic.      | 1-0          | Real Sargozza-Real Sociedad    | 0-2           | 10 apr.       |

| \| andata (15ª) \| andata (15ª) \| 15ª giornata \| ritorno (30ª) \| ritorno (30ª) \| \| \| \| \| \| \| \| 27 dic. \| 2-0 \| Barcellona-Atlético Madrid \| 1-1 \| 18 apr. \| \| 27 dic. \| 2-1 \| Granada-Sabadell \| 1-0 \| 18 apr. \| \| 27 dic. \| 1-3 \| Real Sociedad-Celta Vigo \| 0-0 \| 18 apr. \| \| 27 dic. \| 2-1 \| Siviglia-Elche \| 0-1 \| 18 apr. \| \| 27 dic. \| 1-1 \| Sporting Gijón-Real Saragozza \| 0-0 \| 18 apr. \| \| 27 dic. \| 3-3 \| Malaga-Athletic Bilbao \| 1-2 \| 18 apr. \| \| 27 dic. \| 4-2 \| Real Madrid-Las Palmas \| 0-0 \| 18 apr. \| \| 27 dic. \| 2-1 \| Valencia-Español \| 0-1 \| 18 apr. \| |              |                               |               |               |
| andata (15ª) | andata (15ª) | 15ª giornata                  | ritorno (30ª) | ritorno (30ª) |
| |              |                               |               |               |
| 27 dic. | 2-0          | Barcellona-Atlético Madrid    | 1-1           | 18 apr.       |
| 27 dic. | 2-1          | Granada-Sabadell              | 1-0           | 18 apr.       |
| 27 dic. | 1-3          | Real Sociedad-Celta Vigo      | 0-0           | 18 apr.       |
| 27 dic. | 2-1          | Siviglia-Elche                | 0-1           | 18 apr.       |
| 27 dic. | 1-1          | Sporting Gijón-Real Saragozza | 0-0           | 18 apr.       |
| 27 dic. | 3-3          | Malaga-Athletic Bilbao        | 1-2           | 18 apr.       |
| 27 dic. | 4-2          | Real Madrid-Las Palmas        | 0-0           | 18 apr.       |
| 27 dic. | 2-1          | Valencia-Español              | 0-1           | 18 apr.       |

| andata (15ª) | andata (15ª) | 15ª giornata                  | ritorno (30ª) | ritorno (30ª) |
|              |              |                               |               |               |
| 27 dic.      | 2-0          | Barcellona-Atlético Madrid    | 1-1           | 18 apr.       |
| 27 dic.      | 2-1          | Granada-Sabadell              | 1-0           | 18 apr.       |
| 27 dic.      | 1-3          | Real Sociedad-Celta Vigo      | 0-0           | 18 apr.       |
| 27 dic.      | 2-1          | Siviglia-Elche                | 0-1           | 18 apr.       |
| 27 dic.      | 1-1          | Sporting Gijón-Real Saragozza | 0-0           | 18 apr.       |
| 27 dic.      | 3-3          | Malaga-Athletic Bilbao        | 1-2           | 18 apr.       |
| 27 dic.      | 4-2          | Real Madrid-Las Palmas        | 0-0           | 18 apr.       |
| 27 dic.      | 2-1          | Valencia-Español              | 0-1           | 18 apr.       |

## Statistiche

### Squadre

#### Capoliste solitarie
|    | ——       | ——       | —— | —— | ——  | —— | ——  | ——         | ——         | ——  | ——  | ——  | ——  | ——  | ——  | ——  | ——  | ——       | ——       | ——       | ——       | ——       | ——  | ——       | ——       | ——       | ——       | ——       | ——  | —— |  |
|    | Siviglia | Siviglia |    |    | AtM |    | AtM | Barcellona | Barcellona |     |     | Bar | AtM | Bar |     |     | Bar | Valencia | Valencia | Valencia | Valencia | Valencia |     | Valencia | Valencia | Valencia | Valencia | Valencia |     |    |  |
|    |          |          |    |    |     |    |     |            |            |     |     |     |     |     |     |     |     |          |          |          |          |          |     |          |          |          |          |          |     |    |  |
|    |          |          |    |    |     |    |     |            |            |     |     |     |     |     |     |     |     |          |          |          |          |          |     |          |          |          |          |          |     |    |  |
| 1ª | 2ª       | 3ª       | 4ª | 5ª | 6ª  | 7ª | 8ª  | 9ª         | 10ª        | 11ª | 12ª | 13ª | 14ª | 15ª | 16ª | 17ª | 18ª | 19ª      | 20ª      | 21ª      | 22ª      | 23ª      | 24ª | 25ª      | 26ª      | 27ª      | 28ª      | 29ª      | 30ª |    |  |

#### Classifica in divenire
|                 | 1ª | 2ª | 3ª | 4ª | 5ª | 6ª | 7ª | 8ª | 9ª | 10ª | 11ª | 12ª | 13ª | 14ª | 15ª | 16ª | 17ª | 18ª | 19ª | 20ª | 21ª | 22ª | 23ª | 24ª | 25ª | 26ª | 27ª | 28ª | 29ª | 30ª |
|                 |    |    |    |    |    |    |    |    |    |     |     |     |     |     |     |     |     |     |     |     |     |     |     |     |     |     |     |     |     |     |
| --------------- | -- | -- | -- | -- | -- | -- | -- | -- | -- | --- | --- | --- | --- | --- | --- | --- | --- | --- | --- | --- | --- | --- | --- | --- | --- | --- | --- | --- | --- | --- |
| Athletic Bilbao | 1  | 1  | 2  | 4  | 4  | 6  | 7  | 9  | 11 | 12  | 12  | 14  | 14  | 16  | 17  | 19  | 21  | 23  | 25  | 27  | 27  | 29  | 29  | 29  | 29  | 31  | 32  | 33  | 33  | 35  |
| Atlético Madrid | 1  | 3  | 5  | 7  | 9  | 11 | 12 | 13 | 13 | 15  | 16  | 18  | 19  | 21  | 21  | 23  | 23  | 25  | 25  | 27  | 29  | 31  | 31  | 33  | 34  | 36  | 38  | 40  | 41  | 42  |
| Barcellona      | 1  | 3  | 4  | 6  | 8  | 10 | 12 | 12 | 14 | 16  | 16  | 18  | 20  | 20  | 22  | 22  | 24  | 26  | 26  | 27  | 29  | 29  | 30  | 32  | 34  | 36  | 38  | 40  | 42  | 43  |
| Celta Vigo      | 2  | 2  | 3  | 3  | 5  | 6  | 8  | 10 | 11 | 13  | 13  | 15  | 15  | 17  | 19  | 19  | 20  | 20  | 22  | 22  | 24  | 26  | 26  | 28  | 30  | 32  | 32  | 34  | 34  | 35  |
| Elche           | 1  | 1  | 3  | 3  | 3  | 3  | 4  | 5  | 6  | 6   | 7   | 8   | 9   | 9   | 9   | 9   | 9   | 9   | 10  | 11  | 11  | 11  | 13  | 13  | 14  | 16  | 16  | 16  | 16  | 18  |
| Español         | 0  | 0  | 1  | 3  | 4  | 4  | 5  | 5  | 6  | 6   | 8   | 9   | 11  | 11  | 11  | 11  | 13  | 13  | 15  | 16  | 16  | 16  | 18  | 19  | 19  | 20  | 22  | 23  | 23  | 25  |
| Granada         | 1  | 3  | 3  | 4  | 4  | 6  | 8  | 8  | 9  | 9   | 10  | 10  | 12  | 12  | 14  | 16  | 16  | 18  | 18  | 19  | 19  | 20  | 22  | 22  | 22  | 22  | 23  | 24  | 26  | 28  |
| Las Palmas      | 1  | 1  | 2  | 3  | 4  | 4  | 4  | 6  | 7  | 7   | 8   | 9   | 9   | 11  | 11  | 11  | 12  | 12  | 12  | 14  | 16  | 16  | 16  | 18  | 18  | 18  | 18  | 19  | 19  | 20  |
| Malaga          | 1  | 3  | 3  | 5  | 6  | 6  | 6  | 7  | 8  | 9   | 9   | 10  | 11  | 12  | 13  | 15  | 16  | 18  | 19  | 20  | 21  | 21  | 21  | 23  | 25  | 27  | 29  | 29  | 30  | 30  |
| Real Madrid     | 2  | 2  | 4  | 5  | 6  | 8  | 8  | 9  | 9  | 11  | 13  | 14  | 15  | 17  | 19  | 19  | 21  | 21  | 23  | 25  | 26  | 28  | 30  | 32  | 34  | 34  | 36  | 38  | 40  | 41  |
| Real Saragozza  | 1  | 1  | 1  | 1  | 2  | 3  | 3  | 4  | 5  | 5   | 5   | 7   | 7   | 9   | 10  | 10  | 10  | 10  | 10  | 10  | 10  | 12  | 12  | 13  | 13  | 13  | 13  | 14  | 14  | 15  |
| Real Sociedad   | 1  | 3  | 4  | 5  | 6  | 8  | 8  | 8  | 10 | 11  | 13  | 13  | 15  | 15  | 15  | 17  | 19  | 21  | 21  | 22  | 22  | 23  | 25  | 25  | 25  | 25  | 25  | 26  | 28  | 29  |
| Sabadell        | 1  | 1  | 3  | 3  | 3  | 3  | 5  | 5  | 6  | 8   | 8   | 9   | 9   | 11  | 11  | 11  | 13  | 13  | 15  | 15  | 17  | 17  | 19  | 19  | 20  | 21  | 21  | 21  | 21  | 21  |
| Siviglia        | 2  | 4  | 6  | 7  | 9  | 9  | 10 | 11 | 11 | 11  | 13  | 13  | 15  | 15  | 17  | 19  | 19  | 20  | 22  | 23  | 25  | 25  | 27  | 27  | 28  | 28  | 30  | 30  | 32  | 32  |
| Sporting Gijón  | 0  | 2  | 2  | 2  | 3  | 3  | 4  | 6  | 6  | 8   | 10  | 10  | 11  | 11  | 12  | 14  | 14  | 16  | 16  | 16  | 16  | 18  | 18  | 20  | 22  | 22  | 22  | 22  | 24  | 25  |
| Valencia        | 0  | 2  | 2  | 3  | 4  | 6  | 8  | 10 | 12 | 13  | 15  | 15  | 17  | 19  | 21  | 23  | 24  | 25  | 27  | 28  | 30  | 32  | 33  | 33  | 35  | 37  | 39  | 41  | 43  | 43  |

#### Primati stagionali
- Maggior numero di vittorie: Barcellona (19)
- Minor numero di sconfitte: Valencia e Atlético Madrid (5)
- Migliore attacco: Atlético Madrid (51 reti segnate)
- Miglior difesa: Valencia (19 reti subite)
- Miglior differenza reti: Atlético Madrid (+31)
- Maggior numero di pareggi: Malaga (12)
- Minor numero di pareggi: Barcellona, Celta, Sporting Gijón e Sabadell (5)
- Maggior numero di sconfitte: Real Saragozza (18)
- Minor numero di vittorie: Real Saragozza (3)
- Peggior attacco: Español (18 reti segnate)
- Peggior difesa: Real Saragozza (54 reti subite)
- Peggior differenza reti: Real Saragozza (-32)

### Individuali

#### Classifica marcatori
| Gol |  |  | Giocatore           | Squadra         |
| --- |  |  | ------------------- | --------------- |
| 17  |  |  | José Eulogio Gárate | Atlético Madrid |
| 17  |  |  | Carles Rexach       | Barcellona      |
| 13  |  |  | Pirri               | Real Madrid     |
| 13  |  |  | Bernardo Acosta     | Siviglia        |
| 13  |  |  | Quini               | Betis           |
| 12  |  |  | Javier Irureta      | Atlético Madrid |
| 10  |  |  | Fidel Uriarte       | Athletic Bilbao |
| 9   |  |  | Rafael De Diego     | Sabadell        |
| 9   |  |  | José María Lasa     | Granada         |